# 伊麗莎白·蒂布爾
伊麗莎白·蒂布爾（1757年3月8日—1785年2月13日），本姓埃斯特里奧（Estrieux），是第一位乘坐無繫帶熱氣球飛行的女性。她於1757年3月8日出生在法國里昂。1784年6月4日，在首次載人熱氣球飛行的八個月後，蒂布爾與弗勒朗先生（Fleurant）一起搭乘命名為「古斯塔夫號」（La Gustave）的熱氣球飛行，以紀念瑞典國王古斯塔夫三世訪問里昂。

## 熱氣球
弗勒朗先生原本打算與讓-巴蒂斯特·德·勞倫辛伯爵（Jean-Baptiste de Laurencin）一起駕駛熱氣球，但伯爵將他在古斯塔夫號上的位置讓給了伊麗莎白·蒂布爾
當熱氣球離開地面時，蒂布爾打扮成羅馬女神密涅瓦的樣子，和弗勒朗一起演唱了兩首皮埃爾-亞歷山大·蒙西尼的《La belle Arsène》中的二重唱，這是當時著名的歌劇。這次飛行歷時45分鐘，航程4公里，估計高度為1,500公尺。瑞典國王古斯塔夫三世見證了這次飛行，氣球也以他的名字命名。在顛簸的降落過程中，蒂布爾在籃子落地時扭傷了腳踝。弗勒朗認為她是這次飛行成功的功臣，因為她在飛行途中餵養了熱氣球的火箱，並展示了她非凡的勇氣。

## 個人生活
人們對蒂布爾夫人知之甚少；據描述，她是一位里昂商人被遺棄的配偶。她作為職業歌劇演唱家的記錄不存。她於1785年2月13日在巴黎逝世，享年27歲。

## 備註
1. ↑  讓-巴蒂斯特·德·勞倫辛伯爵（1740年—1812年）是1784年1月19日孟格菲熱氣球法爾賽爾號（Flesselles）創傷性飛行的六名乘客之一。約720秒的飛行由約瑟夫·孟格菲駕駛，在氣球開始撕裂和冒煙時，飛行戲劇性地結束了。雖然所有乘客都毫髮無傷，但有些人認為這次意外是德·勞倫辛伯爵將位置讓給伊麗莎白·蒂布爾的原因。

### 其他來源
- Jutta Rebmann: Als Frau in die Luft ging. Die Geschichte der frühen Pilotinnen (Women went into the air. The history of the early pilots.) Sieglitz. Precinct. ISBN 3-7987-0361-2